# Metilisopropilcetona
La metilisopropilcetona, 3-metilbutan-2-ona o 3-metil-2-butanona es una cetona líquida incolora con un olor similar al de la acetona. Su fórmula es C5H10O. Se emplea principalmente como disolvente y es muy inflamable. Su punto de inflamabilidad es de un -1 °C, y su temperatura de autoignición es de 475 °C.

## Compuestos relacionados
- Existen dos cetonas isómeras de la metilisopropilcetona: la 2-pentanona y la 3-pentanona.
- Otro isómero es el aldehído pentanal.
- El alcano análogo es el metilbutano.

## Ref
1. ↑  Número CAS

- Datos: Q2747560
- Multimedia: Methyl isopropyl ketone / Q2747560